# 德博耶
德博耶（法語：Déboye），是馬里的城鎮，位於該國中部，由莫普提區的尤瓦魯省負責管轄，面積1,012平方公里，海拔高度267米，2009年人口21,776，人口密度每平方公里21.52人。
15°21′5″N 4°4′30″W / 15.35139°N 4.07500°W